# Micción

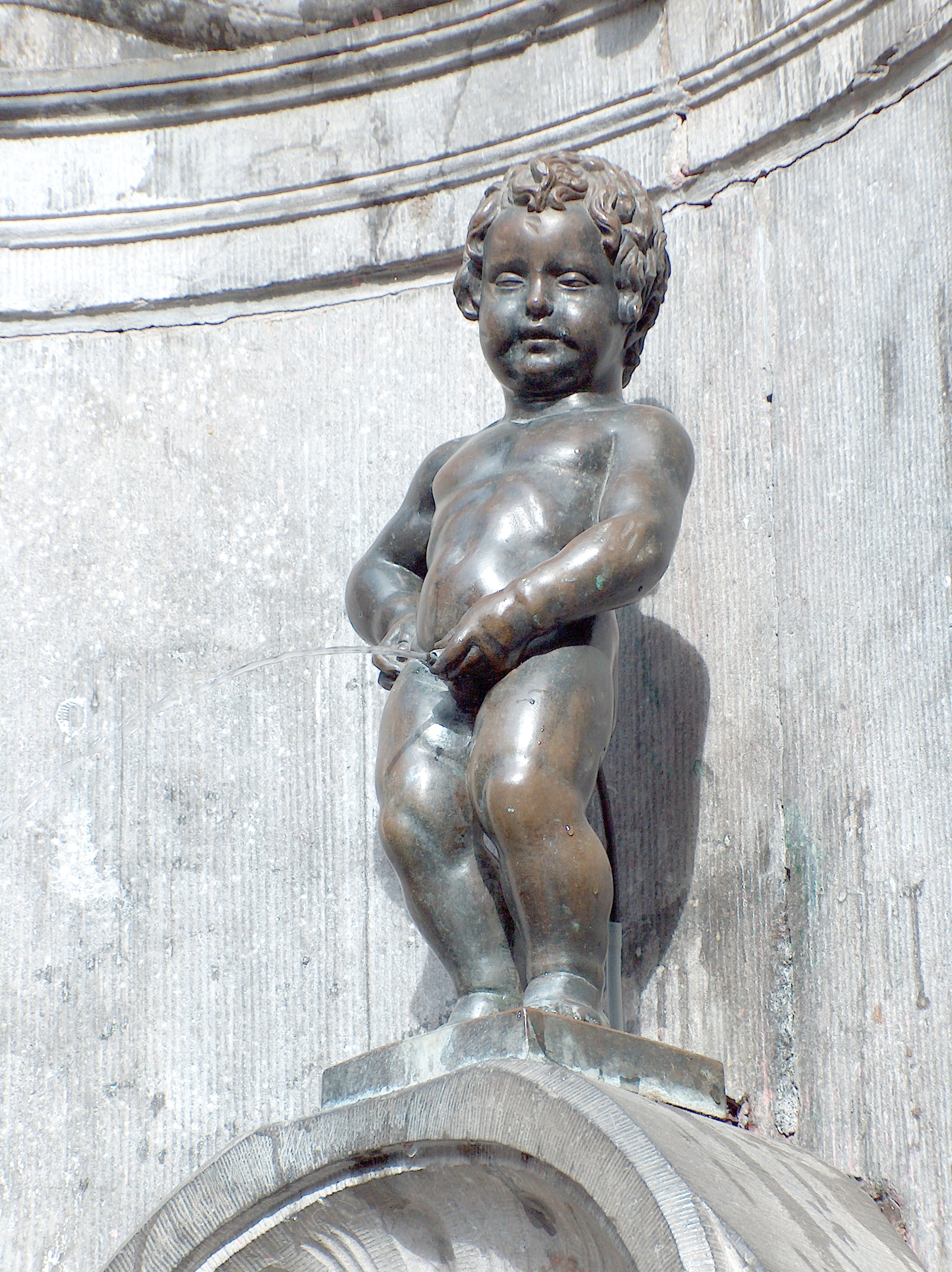
El Manneken Pis, popular estatua de bronce en Bruselas.

La micción es un proceso biológico mediante el cual la vejiga urinaria expele la orina, contenida, cuando está llena.
La vejiga se encuentra comprimida por los demás órganos cuando está vacía. Su llenado se produce progresivamente, hasta que la tensión de sus paredes se eleva por encima de un valor umbral, lo cual desencadena un reflejo neurógeno denominado reflejo miccional, que produce la micción (orinar), y si no se consigue, al menos provoca el deseo consciente de orinar.
El proceso de la micción es controlado voluntariamente la mayoría de las veces. Se denomina incontinencia urinaria al control pobre o ausente de la micción.

## Reflejo de la micción
La micción es un proceso medular completamente automático. En las paredes de la vejiga urinaria existen unos receptores sensoriales llamados receptores de estiramiento de la pared vesical que captan la presión y el aumento del volumen de la vejiga. Los más importantes son los localizados en el cuello vesical. Estos receptores sensitivos provocan potenciales de acción que se transmiten por los nervios pélvicos a los segmentos sacros S-2 y S-3. En estos núcleos sacros se originan fibras motoras del sistema nervioso parasimpático que terminan en células ganglionares nerviosas localizadas en la pared de la vejiga encargadas de inervar al músculo detrusor de la vejiga. Este arco reflejo se repite durante unos minutos cada vez más para aumentar la presión de la vejiga y se inhibe conscientemente por el cerebro si no se produce la micción. 

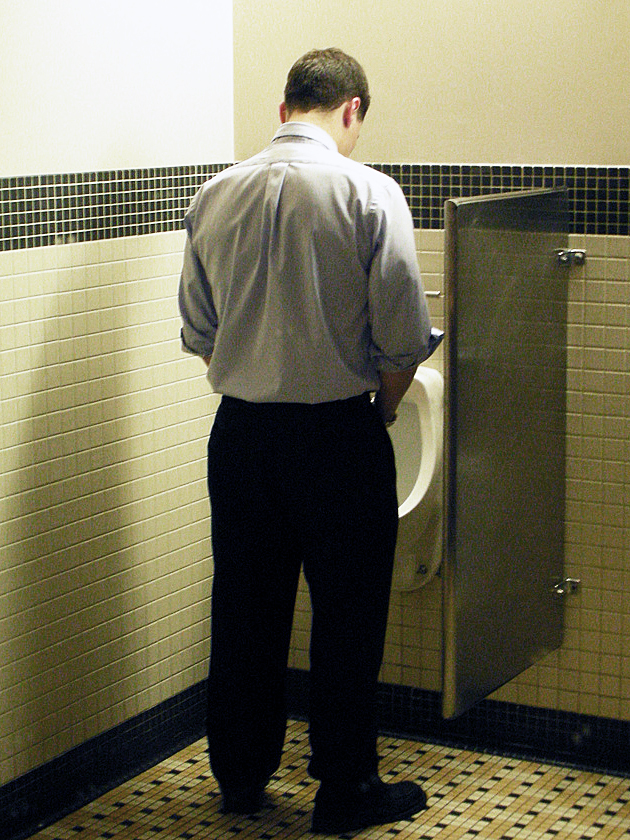
Hombre orinando en un mingitorio.

A veces el cúmulo de reflejos miccionales es tan grande que el impulso nervioso pasa al nervio pudendo hacia el esfínter externo urinario para inhibirlo. Si esta inhibición es más intensa que las señales conscientes voluntarias del cerebro, ocurrirá la micción involuntaria (incontinencia urinaria).

## Control de la micción por el cerebro

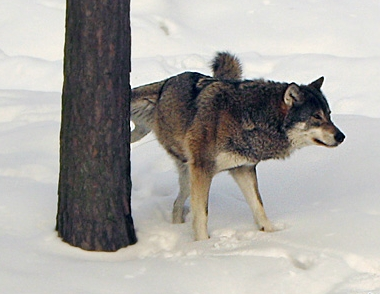
Lobo gris orinando para marcar su territorio.

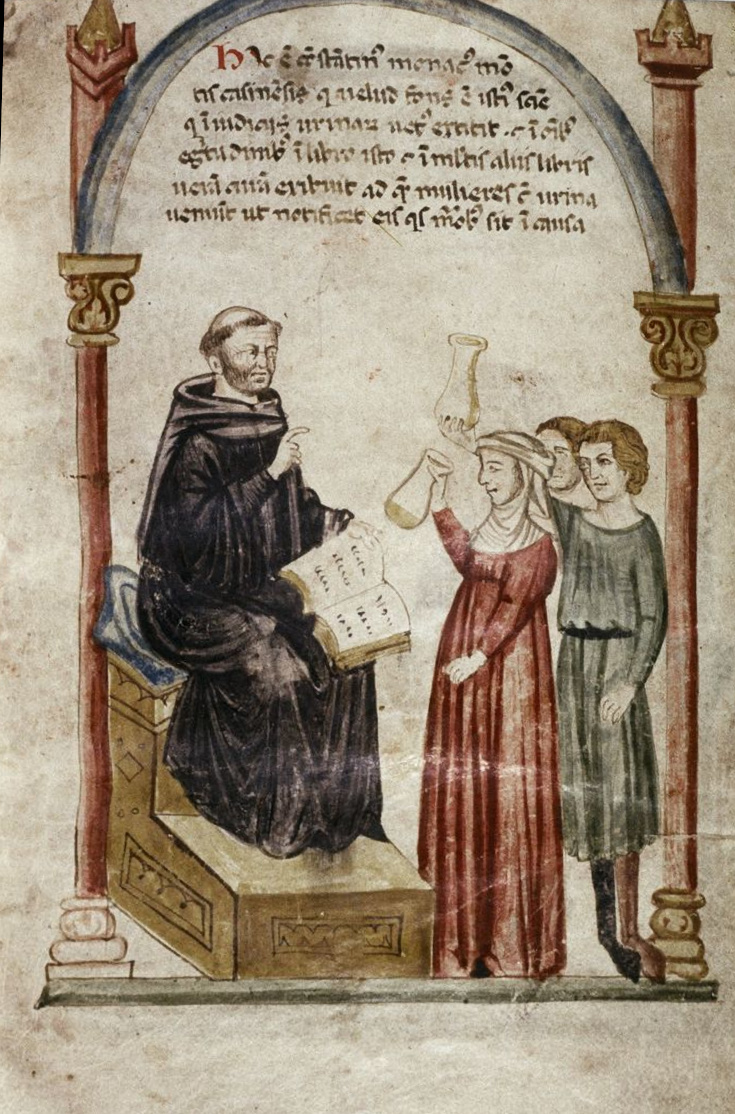
Pacientes exhibiendo muestras de orín a Constantino el Africano a efectos de diagnóstico.

La micción puede inhibirse o precipitarse por centros encefálicos que son:
- Poderosos centros facilitadores e inhibidores en el tronco cerebral, tal vez localizados en la protuberancia.
- Varios centros localizados en la corteza cerebral, que son sobre todo inhibidores pero también pueden ser excitadores.

El control encefálico de la micción se produce por los siguientes medios:
- A través de la médula espinal, los núcleos encefálicos estimulan los centros parasimpáticos sacros para que —por medio del nervio pudendo— relajen el músculo esfínter externo, cuando hay deseo de orinar. Además se produce contracción abdominal y relajación del suelo pélvico, que facilitan la micción.
- A través de la médula espinal, los núcleos encefálicos estimulan los centros simpáticos que producen contracción del trígono y del esfínter externo, impidiendo la micción.

## Síntomas miccionales
Cuando se padece una enfermedad del aparato urinario, pueden existir síntomas desagradables cuando se orina como:
1. Disuria: es un dolor furente o escozor durante el paso del orín por la uretra. Este síntoma aislado o junto con alguno de los siguientes definen el síndrome miccional.
2. Polaquiuria: es el aumento del número de orinas durante 24 horas, generalmente de escasa cantidad.
3. Nicturia: es el aumento de orinar durante la noche (véase también enuresis y parasomnia).
4. Hematuria: es la expulsión de sangre con la orina.
5. Piuria: es la expulsión de pus con la orina.
6. Dolor suprapúbico o dolor hipogástrico: es un dolor en el bajo vientre o en la parte inferior del abdomen cuando se micciona.
7. Tenesmo urinario: es la sensación de querer volver a orinar, cuando se acaba de hacer.
8. Cólico nefrítico: es un dolor espasmódico originado en la región lumbar que se irradia hacia los genitales externos, de gran intensidad.
9. Anuria, oliguria: Cuando la micción es inferior a 400-600 ml/día, o inferior a 20 ml/hora si el enfermo está sondado. Si en menor a 100 ml en 24 horas se considera anuria

## Trastornos relacionados con la micción
- Paruresis: imposibilidad de orinar en determinadas situaciones.
- Síndrome de micción constante: síndrome que lleva al afectado a orinar constantemente en un lapso menor a 10 minutos durante la noche.
- Trastornos espinales: la sección espinal por encima de la médula sacra (estando ilesos estos segmentos) ocasiona la pérdida del control superior de la micción, conservándose el reflejo pero de manera automática. La lesión espinal en el segmento sacro produce pérdida del reflejo de la micción, retención de orina, con dilatación de la vejiga y micción por rebosamiento, trastorno que se observa por lesión de un componente periférico del reflejo.